# 인간의 음경 크기

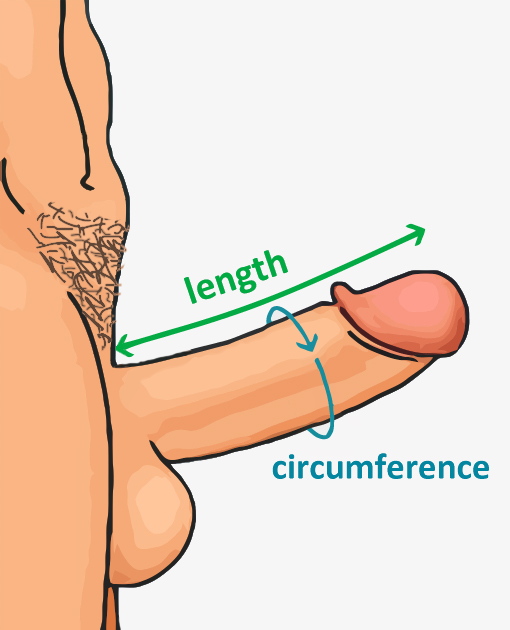

인간의 음경 크기는 사람에 따라 파악하는 방법이 다양하다.
2015년에는 15,521 명의 체계적인 검토가 이루어졌는데,  영국 남성 발기시 평균 길이는 13.12cm (5.17 인치) 평균 둘레는 11.66cm (4.59 인치)로 측정되었다. 피험자가 자기 측정보다는 오히려 건강 전문가에 의해 측정되었기 때문에 음경 크기에 관한 주제에 대한 지금까지 최고의 연구이다.

## 측정

### 길이 측정
먼저 발기한 음경 크기를 정확히 측정하는 방법은 다음과 같다.  최대로 발기한 상태에서 측정한다. 표준 음경 측정법에 따르면 우선 투명한 플라스틱 자를 음경의 표면(위쪽)에 갖다 댄다. 그다음 자의 바닥 부분을 두덩 뼈 방향으로 끝까지 눌러준다. 이때 귀두를 감싸고 있는 포피는 무시한다.음경의 귀두(머리) 끝부분에서 자의 수치를 읽는다.
이렇게 발기한 음경 길이를 재는 방법을 ‘자를 뼈까지 눌러 발기한 음경을 측정하는 방법(BPEL)’이라고 부른다. 또 발기하지 않은 음경 길이를 재는 방법을 ‘자를 뼈까지 눌러 발기하지 않은 성기를 측정하는 방법(BPFL)’이라고 일컫는다. 자를 뼈까지 눌러 측정해야 지방으로 이뤄진 둔덕인 치구에 묻혀 음경 길이가 짧게 나오는 일이 생기지 않는다.

### 둘레 측정
둘레를 잴 때는 줄자 혹은 음경을 감을 수 있는 줄이나 신발 끈을 사용하는 게 정확하다. 음경의 가장 굵은 부분을 줄로 두르고 자로 줄의 길이를 재면 된다. 사람에 따라 귀두가 가장 굵은 사람도 있을 수 있다. 하지만 이건 둘레로 치지 않는다. 음경 몸통 중 가장 굵은 부위를 재야 한다.

## 길이

### 출생시의 길이
출생시 음경 확대기 때의 평균 길이 (≒ 발기시의 길이)는 약 4cm이며, 90 %는 2.4cm에서 5.5cm 사이이다. 음경은 5세 정도까지는 조금씩 성장하지만, 그 이후는 사춘기까지 대부분 성장하지 않는다. 사춘기 시작 시 평균 길이는 6cm 정도이며, 5년 정도로 성숙한 크기로 성장한다.

### 발기시의 길이
성인의 완전히 발기한 음경의 길이에 대한 몇 가지 연구들이 이루어지고 있다.
연구 결과에 따르면, 한국 성인 남성의 발기시 평균 길이는 12cm정도로 나왔다.

### 신장 길이
몇 연구에서 신장 길이(Stretched length)는 발기시의 길이와 상관관계가 있었다.  그러나, 몇몇 연구들은 신장 길이와 발기시의 길이 사이의 큰 차이를 보여주었다. 한 연구는 음경을 늘이는 동안 대략 450g의 최소 장력이 잠재된 발기시의 길이에 도달하기 위해 필요하다는 것을 발견했다. 이 연구는 또한 비뇨기과 의사가 이 연구에서 가한 장력이 450g보다 유의하게 낮다는 것을 발견했다. 이는 신장 길이와 발기시의 길이 간의 차이를 설명해 줄 수 있다.

## 같이 보기
- 음경확대
- 음경선망